# Annetje Lie in het holst van de nacht
Annetje Lie in het holst van de nacht is een kinderboek uit 1987 van de Nederlandse schrijfster Imme Dros. Het boek is geïllustreerd door Margriet Heymans en uitgegeven bij Van Holkema & Warendorf.

## Verhaal
Het verhaal gaat over het kleine meisje Annetje Lie dat op een dag door haar vader bij haar oma afgezet wordt om daar een tijdje te logeren. Annetje's vader vertelt niet waarom. Oma zingt de hele dag ouderwetse liedjes die Annetje Lie niet begrijpt en maar naar en eng vindt. Als Annetje Lie op een nacht niet kan slapen, roept ze haar oma die mopperend de kamer binnenkomt. "Kind toch, me wakker maken in het holst van de nacht" zegt oma. Annetje weet niet wat het holst van de nacht is, en associeert het met een hol zoals een hol van een vos, die ze weleens heeft gezien. Ze vraagt zich af waar het holst van de nacht is, en op een nacht komt ze erachter: het holst van de nacht is onder het donsdeken. Die nacht beleeft ze allerlei avonturen die zich afspelen in het holst van de nacht. Ze wordt vrienden met de Maan en de Muizenkoning, maar ze ontmoet er ook enge figuren, zoals de Schommel en de Jurkenvrouw. Veel figuren komen ook uit de liedjes van oma, zoals Heintjevaar. De volgende dag wil Annetje Lie vroeg naar bed en weer komt ze in het holst van de nacht terecht. De werkelijkheid is echter dat Annetje Lie ernstig ziek is en de dromen zijn ook meer naargeestige koortsdromen geworden. De werkelijkheid dringt flardsgewijs tot haar door. Annetje Lie is zo ernstig ziek dat ze naar het ziekenhuis moet, en dan pas komen haar ouders in beeld. Haar vader is de eerste die het kind een bezoek brengt, maar dit merkt Annetje Lie nauwelijks. Het bezoekje van haar moeder, tegen het einde van het boek, merkt Annetje Lie wel. Op dat moment is Annetje Lie al herstellende. Toch eindigt het boek in het holst van de nacht in een (koorts)droom. Annetje Lie is met de Muizenkoning en de Maan. De laatste vraagt haar waar ze heen wil. "Overal heen," is het antwoord, en de Maan blaast in het zeil.

## Ontstaansgeschiedenis
Omdat het thema van de Kinderboekenweek in 1977 "dromen" was, kreeg Imme Dros de vraag om voor de Kinderboekenmolen de droom op te schrijven die zij zich het beste herinnerde. Dit deed Imme Dros en zij schreef een droom waarin een donkere kast, muizen, de satijnen trouwschoenen van haar moeder en de griezelige jurkenvrouw voorkwamen. Nu de schrijfster aan deze droom herinnerd was, bleef deze in haar hoofd zitten. Voor een Okki vakantieboek had Dros al wat verhaaltjes geschreven over een Kleine Anne die de mazelen had. Echter zou dit kind nooit zulke gruweldromen krijgen als Annetje Lie. Dan moest er wat meer aan de hand zijn, vond Imme Dros. Imme Dros veranderde de naam in Annetje Lie, omdat Kleine Anne te veel deed denken aan het boek Kleine Sophie van Els Pelgrom. De naam Annetje Lie is ontleend aan de naam van Dros' dochter Anna Elizabeth.
Imme Dros over Annetje Lie: "Dat kind weet niet waar ze aan toen is. De moeder is weg. Wat er met haar is weet ik ook niet. Later heb ik gedacht, misschien is ze wel een moffenhoer. Voor mij heeft het verhaal te maken met de traumatische angsten uit de oorlog. Altijd moest je uitkijken: dit mocht niet, dat was gevaarlijk, die mensen deugden niet. Je hoorde de volwassenen over van alles praten, maar je begreep het nooit precies. Er spoelden blauw geworden soldaten langs de dijk en de piloot van een neergestort Engels vliegtuig stond op zijn kop in de grond. Iedereen was bang voor bombardementen en als kind ervaar je angst op een uitzonderlijk felle manier. Je kunt de dingen nog niet beredeneren, geen afstand nemen. Als ik zie hoe rampzalig kinderen soms kunnen huilen, dan moet daar toch meer dan zomaar een verdrietje achter zitten."

## Ontvangst

### Prijzen
Annetje Lie in het holst van de nacht is het meest bekroonde boek van 1987. Het won de allereerste Woutertje Pieterse Prijs en de Zilveren Griffel. Margriet Heymans ontving voor haar illustraties de Gouden Penseel. Dikwijls het boek wordt als het hoogtepunt gezien in het oeuvre van Imme Dros.

### Kritiek
Hoewel de jury van de Woutertje Pieterse Prijs lovend was en Annetje Lie in het holst van de nacht ook van volwassen recensenten veel lof oogstte, kreeg het boek ook kritiek.
Vooral de bekroning van Annetje Lie in het holst van de nacht met de Woutertje Pieterse Prijs en de uitspraken die jurylid Jan Blokker deed in het juryrapport van de Woutertje Pieterse Prijs waren aanleiding voor onrust in kinderboekenland. De volwassen recensenten waren lovend over het boek, maar jeugdbibliothecarissen meenden het boek aan geen kind te kunnen slijten. Ook barstte de discussie los of Annetje Lie in het holst van de nacht wel een kinderboek was.
Sommigen vonden het boek niet geschikt voor kinderen. Zo schreef Victorine Franken op 20 maart 1989 in NRC Handelsblad: "De twee jaar oude Woutertje Pieterse Prijs is (...) beide keren uitgereikt aan boeken die mij te verontrustend lijken voor kleine kinderen. De jury heeft ferm op de eigen volwassen smaak vertrouwd, en die smaak deel ik: Annetje Lie in het holst van de nacht door Imme Dros en Lieveling, Boterbloem door Margriet Heymans zijn boeken om van te houden. Maar het eerste stimuleert de verlatingsangst van jonge lezers, het tweede hun schuldgevoelens en allebei geven weinig hoop voor de toekomst (...). Literatuur troost, en - ik durf het nauwelijks te zeggen - literatuur voedt op. (...). Dat verwacht ik niet van elk kinderboek, er moeten ook boeken zijn voor de lol, of voor de spanning, of voor het zwijmelen. Maar moeten er boeken zijn die kinderen ongerust maken, en moeten die zelfs gestadig bekroond worden? De tranen om Mevrouw Babar zijn mij veel liever dan dat angstige onbehagen bij Annetje Lie en Lieveling, Boterbloem."

## Verwijzingen
In het boek zijn vele taalassociaties, taalgrappen en verwijzingen te vinden. Zo de 'M.G.' in Muizenkoning M.G. Muizenkoning een referentie naar de 'M.G.' in Annie M.G. Schmidt. De naam Annetje Lie is een verwijzing naar het beroemde gedicht Anabel Lee van Edgar Allen Poe. Dit gedicht klinkt voornamelijk door in het lied dat de Muizenkoning geschreven heeft voor Annetje Lie. In het refrein zingt hij "En haar naam was Annetje Lie", wat een verwijzing lijkt naar "And her name was Anabel Lee".Verder wil de Vos in het verhaal met de andere dieren zingen "Om mijn oud woonhuis peppels staan", een verwijzing naar het gedicht van de dichter J.H. Leopold.

## Vertalingen
Het boek verscheen in 1991 ook in het Engels onder de titel Annelie In The Depths Of The Night, in het Deens verscheen het boek in 1991 als Annetje Lie i midnattens dyb, in het Duits in 1989 als Annetje Lie in der Tiefe der Nacht, in het Italiaans in 1998 als Nel profondo della notte en in het Zweeds in 1992 met de titel Annetje i landet innanför.

## Vertolkingen

### Toneel
Imme Dros bewerkte het boek voor jeugdtheater Teneeter tot een toneelstuk met de titel De Maan en de Muizenkoning. De muziek was van Bernard van Beurden. Het stuk is in 1991 afzonderlijk uitgegeven bij Moon Press. Tevens is het stuk opgenomen in de bundel Repelsteel en andere stukken uit 1996, uitgegeven door Querido.

### Film
Hoewel Imme Dros' man Harrie Geelen bijna al haar boeken van illustraties voorzag, had Imme Dros vanaf het begin al de tekenares Margriet Heymans voor ogen, omdat haar illustraties de juiste dromerige sfeer hadden. Harrie Geelen nam zich wel voor ooit een film van het boek maken. Dit gebeurde in 2004 in opdracht van de VPRO. Het werd een film met zowel animatie als echte mensen en poppen. Lotte Bronsveld vertolkte Annetje Lie, de stem van de Muizenkoning werd ingesproken door Eric van der Donk terwijl Stef de Reuver de bewegingen van de pop verzorgde,Truus Dekker speelde de oma van Annetje Lie, Sjef Van Der Linden speelde de vader, Paul Haenen sprak de stem van Heintjevaar in, Will van Selst die van de Maan en de Franz Kubin nam de rol van Jurkenvrouw voor zijn rekening. De muziek is van Wouter van Bemmel.